# Кудалык

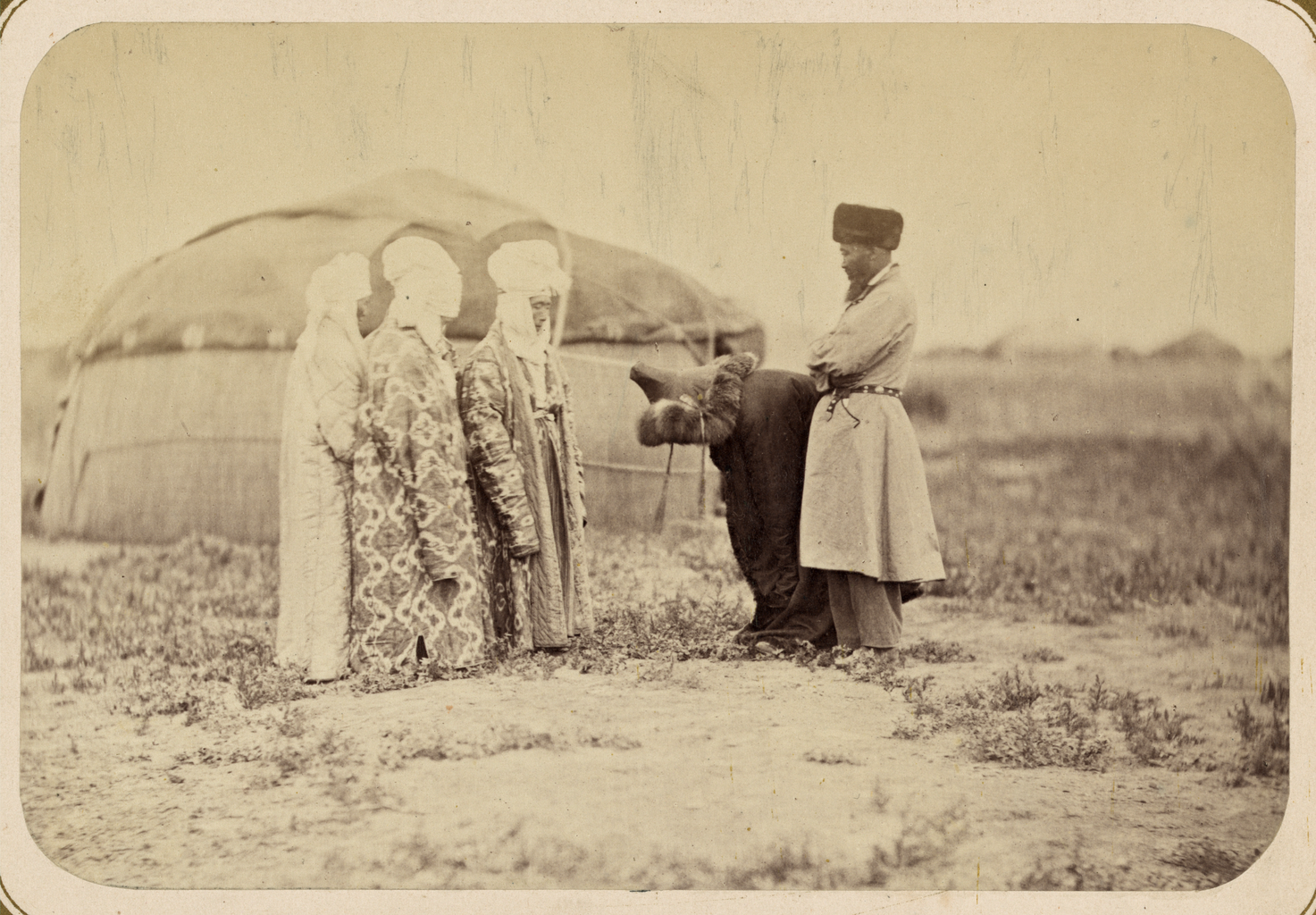
Свадебные обряды киргизов (казахов), вторая половина XIX века

Кудалы́к (каз. құдалық, кирг. кудачылык, туркм. gudaçylyk, узб. sovchilik) — национальный обряд сватовства у казахов, а также у ногайцев, узбеков, туркмен и киргизов. Самая ответственная и престижная часть свадебного обряда.
В ходе кудалыка родители, родственники или опекуны малолетних или даже находящихся в утробе матери детей договариваются об условиях заключения брака в будущем. В советской Туркмении совершение кудалыка наказывалось лишением свободы до одного года.
Кудалык является важным обрядом, начальным этапом свадебных ритуалов у казахов. Существует несколько видов кудалыка:
- Бель куда (каз. бел құда) — договор между знакомыми о том, что если с одной стороны родится дочка, а с другой — сын, то в будущем между ними будет заключён брак.
- Бесик куда (каз. бесік құда) — сватание новорождённых детей. Особенность этого вида кудалыка в том, что размер калыма сравнительно мал и он выплачивается постепенно.
- Карсы куда (каз. қарсы құда) — соглашение между сватами об обмене дочерьми в качестве невест для сыновей, существовавшая до установления советской власти[12]. Такое имело место, если сторона жениха не могла выплатить калым.

Хотя в казахских свадьбах могут участвовать представители других народов, даже городские казахи проводят обряд кудалык только в своей среде. Заранее договорившись о размере калыма, отец жениха или его представитель вместе с несколькими спутниками прибывают в гости к родителям будущей невесты. После угощения кумысом или чаем, хозяин дома спрашивает, прикажет ли он резать барана? Положительный ответ показывает решительное намерение породниться. В прошлом отцу жениха дарили табун лошадей, верблюдов, различные одежды и верховую лошадь. Для прочих членов делегации дарились подарки соразмерно их значению и отношению к ним (каз. киіт). После этого сторона жениха начинает пригонять калым в виде скота. В современном Казахстане считается нежелательным увеличивать количество гостей со стороны жениха, ибо это влечёт значительные материальные затраты. Глава делегации со стороны жениха называется бас куда́ (каз. бас құда), а остальные жанама́ куда (каз. жанама құда). По приходе в дом невесты бас куда вешал плётку на почётном месте дома. Если не удавалось договориться о женитьбе, плеть возвращалась хозяину (каз. қамшы қайтару). Для гостей готовилось специальное блюдо куйры́к-бауы́р, которое символизировало закрепление договорённостей между сторонами.